# Vinci (construcció)
Vinci (Euronext DG), anteriorment Société Générale d'Entreprises (SGE), és la segona empresa mundial en el sector de les concessions i la construcció, que dona feina a 222.397 persones a tot el món. L’activitat de Vinci s’organitza al voltant de cinc centres de negocis: Vinci Autoroutes, Vinci Concessions, Vinci Énergies, Eurovia i Vinci Construction. El 2019, l'empresa és present a més de 100 països i el 2019 factura 48.053 milions d’euros.